# 倉本聰
倉本 聰（くらもと そう、1935年〈昭和10年〉1月1日 - ）は、日本の脚本家、劇作家、演出家。本名は、山谷 馨（やまや かおる）。東京都渋谷区出身。妻は女優の平木久子（演劇集団 円所属）。父は俳人、日新書院取締役の山谷太郎。祖父は医学博士、日新医学社社長の山谷徳治郎。大伯父は衆議院議員の山谷虎三。
東京大学文学部美学科を卒業後、ニッポン放送を経てフリー。おもにテレビドラマの脚本家として活躍。東京から北海道へと居を移し、『前略おふくろ様』『北の国から』など多くのヒット作を生み出した。主宰した「富良野塾」にて26年間にわたり後進を指導。65歳で紫綬褒章、75歳で旭日小綬章を受章した。1977年（昭和52年）より富良野市に在住。

## 経歴
東京都渋谷区代々木生まれ。
父祖地は岡山県。分家した祖父の代で東京に進出し、家は代々医学雑誌の出版や新薬の販売を手がけてきた。異色の父・山谷太郎は自ら興した自然科学系の出版社を営む傍ら、水原秋桜子門下の俳人でもあった。母は太郎の後妻で、両親はともにクリスチャンだった。
戦時中は山形県上山市や岡山県浅口郡金光町 (現：浅口市 )に疎開。このうち、上山への疎開は政府が実施した学童集団疎開によるもので、都会育ちの倉本は大きなカルチャーショックを受けた。東京に帰りたいと考えた倉本は仮病を使って数か月後には東京に戻ることに成功した。この体験は、『北の国から』の最初の連続シリーズにおいて、純が東京に帰りたがって起こす行動のヒントにしたと記している。 また、金光へは1945年4月から1年間、一家6人で疎開していた。
東京学芸大学附属小金井小学校から麻布中学校・高等学校へ進学。中学時代より加藤道夫に私淑して演劇に夢中になり、2年続けて浪人。東京大学に合格後もほとんど学校に行かず、俳優座のスタジオ劇団「仲間」の文芸部に所属して戯曲を書き始めた。大学2年の時にデビュー作「鹿火」がラジオ（青森放送）で流れ、大学4年の時には新日本放送（現毎日放送）から依頼されたラジオドラマの脚本（牧逸馬原作「この太陽」）を執筆している。
1959年、ニッポン放送に入社。本当はフジテレビが第一志望だったが、この年はフジテレビ・ニッポン放送・文化放送の3局が合同で新卒採用を行っており、気がついたらニッポン放送に回されていたという。局では本名でディレクター・プロデューサーとして勤務する傍ら「倉本聰」のペンネームで脚本家としての活動を行う。『パパ起きて頂だい』（日本テレビ）が脚本家デビュー作。会社に内緒で脚本活動を行なっており、当時は夜10時に会社を出て帰宅してから脚本を書き午前4時頃に就寝、2時間ほどの睡眠で出社する毎日だった。
1963年にニッポン放送を退社。退社のいきさつについて倉本は、後にインタビューで「ニッポン放送には内緒でペンネームを使って脚本家をやっていた負い目から、ニッポン放送で担当していた番組には（脚本家同士として顔見知りである）若手の脚本家ではなくベテランの脚本家ばかり起用していたが、それを上司に咎められたうえ『最近倉本って若手が出てきたから一度会って来い』と命じられ、そろそろ潮時だと思った」と語っている。また他のインタビューでは「（2時間睡眠の生活を）2年も続けると「もたない」と思いました」と語っており、掛け持ちを続けるのは体力的にも限界だったことを示している。岡田茂の自伝では、倉本がニッポン放送のラジオのライターで一生終わりたくない、と東映に籍を置かせて欲しいと中島貞夫を介して岡田に頼んできたと書かれている。
その後、東京でフリーの脚本家となったが、NHK大河ドラマ『勝海舟』制作に際し、脚本家の演出関与の是非をめぐる問題がこじれたことで嫌気がさし、脚本を途中降板。1974年6月、取材を受けた週刊誌『ヤングレディ』の記事がNHKを攻撃する内容に変わっていたので、最終稿まで確認して記事は修正されたが、広告の見出しが「倉本聰氏、『勝海舟』を内部から爆弾発言」と修正されぬまま出てしまったことがきっかけだった。当時の制作局長には軽率を謝罪したが、20 - 30人からつるし上げられたという。その日に千歳空港へ飛び、そのまま北海道札幌市に転居。NHKとはこのあといったん和解して1979年に単発正月ドラマ『年の始めの』を書きおろしたが、演出姿勢に不満を漏らし再び絶縁となる。
1977年、富良野市に移住。
1981年、富良野を舞台にした家族ドラマ『北の国から』で話題を呼ぶ。他に歌志内市、上砂川町を舞台とした『昨日、悲別で』の脚本、富良野を舞台に父子の絆の断絶と再生を描く『優しい時間』の原作など、北海道を舞台とした数々のドラマでも有名。
1986年、監督・脚本を担当した映画『時計 Adieu l'Hiver』が公開される。
若手の俳優と脚本家を養成するために、1984年に、富良野市布礼別にて「富良野塾」を私財を投じて開設し、26年にわたって主宰した。塾生は受講料は無料で2年間共同生活をし、夏季は地元の農協や農家などの協力を得て畑仕事を手伝い塾生自らが生活費を稼ぎ出し、冬季は集中講義などの他、ふらの演劇工場で行われる演劇公演に向けた稽古をおこなうスタイルだった。年一回、原始の日（電気・水道・ガスに頼らない、いわゆる原始生活を体験する行事）を設けるなどのユニークな養成術で知られ、脚本家の友澤晃一（第1期）、吉田紀子（第2期）、田子明弘（第3期）、久松真一（第5期）、俳優の加藤久雅（第4期）、二階堂智（第6期）らを送り出した。また、富良野塾の活動を受け市民によって設立されたNPO法人・ふらの演劇工房にも深く関わり、同市に建てられた劇場・ふらの演劇工場にも大きく貢献している。2005年には、閉鎖された富良野プリンスホテルゴルフコースに植樹して、同地を自然の森に戻そうとするNPO法人・C・C・C富良野自然塾を開設し、その塾長に就任している。富良野塾は、倉本の体力の限界を理由として2010年3月末をもって閉塾することが2007年3月末の卒塾式で発表され、発表どおり2010年に26年の歴史に幕を閉じた。閉塾後は卒塾生を中心に再編された「富良野GROUP」にて全国公演の脚本・演出を手掛け、2016年の『屋根』全国公演を最後に演出から退き脚本に専念する意向を示した。
2010年4月、北海道教育大学旭川校で演劇講座を監修。
2017年の富良野GROUP特別公演『走る』を最後に演劇活動から引退を表明し、脚本制作に専念。3月7日の富良野演劇工場での大千秋楽公演後のカーテンコールに登壇して「今回で私は長い休息に入ろうと思います」と語り、「この演劇工場がある限り、富良野GROUPももう少し何らかの形で皆さんに感動を届けていく仕事をしたいと思っている」として稽古で指導に用いていた鞭を久保隆徳に託している。
2017年4月には、「テレビ局は若者向けのドラマばかり作っているから年寄りは見ても面白くない。だから、ゴールデンタイムに対抗する『シルバータイム』を作ろう」とテレビ局へ働きかけ、テレビ朝日が新設した帯ドラマ枠「帯ドラマ劇場」にて、テレビ全盛期を担った俳優・作家・ミュージシャンなどが入居する老人ホームを舞台に現在のテレビの在り方に対する批判も盛り込んだ『やすらぎの郷』を執筆した。
富良野演劇工場に隣接する民有地に、「北の国から」「倉本聰の人生」「富良野塾」「点描画」など6テーマを掲げた倉本聰の関連資料の展示施設「倉本聰ミュージアム-北の国から-」の開設が構想されている。
かつては山田太一・向田邦子と合わせて「シナリオライター御三家」と呼ばれた。

## 人物
- ペンネームの由来は、父祖地の岡山での本家の屋号「蔵本」[31]に、妹の名前「聰子」から一字もらってつけた[4]。
- 三度の飯よりもたばこ（ラーク・マイルド、パイプ）とコーヒーが好きなことで知られる。18歳の頃から喫煙を始めており、喫煙量は1日に60本から80本と語る[32][33][34][35]。受動喫煙防止を目的に禁煙化の進む昨今の風潮を「禁煙差別」と称して批判しており、受動喫煙防止条例を制定した神奈川県や、生活環境条例により路上喫煙を禁止している東京都千代田区へは足を踏み入れないようにしている[36]。
- 演劇では、脚本、演出をひとりでこなす。
- お香を好んでおり、仕事中はお香を焚く。愛飲している酒の一つに、ジャックダニエルがある[37]。
- 西田ひかるのファンで、愛犬に「ニシダ」という名前をつけている[38]。「メイサ」と名付けた愛犬もいる。
- ライフワークとして、森の樹木を題材とした点描画を描いている。ドラマ脚本に携わる中でスタッフとイメージを共有するため劇中のシーンのイメージを絵コンテで描いたことを契機に絵にはまり、デッサンを学んだ後、「影の濃淡を点の密度や強さで出せないか」として点描画へと進む。徹底的な人物描写を得意とする脚本と同様に、樹木1本1本の個性や歴史に着目し、その心の声を独自の表現法により点描画で表す。「森のささやきが聞こえますか 倉本聰の仕事と点描画展」と題した個展を各地で開催している[39][40]。
- 今の日本のドラマについては、「幼稚化の極みにある」「大人の鑑賞に堪えうるドラマが無くなった。その原因の一つは、役者がいなくなったこと。もう一つはシナリオが良くないこと」「原作を探す場合も、今の制作者は小説よりもマンガから話を探してくることが多くなった。プロデューサーたちに小説を読み込む能力がなくなり、マンガならばという発想になっている。幼稚な制作者が幼稚なドラマを作っている」と批判している[41]。
- 『北の国から』終了については、「スタッフが高齢化した」とするフジテレビの説明を「おかしな理由だ。スタッフを替えればいい」と批判している[41]。

## 人間関係
西武鉄道グループオーナーの堤義明とは、麻布中学・高校時代の同級生である。2005年、堤が証券取引法違反に問われた東京地方裁判所公判においては、倉本自ら弁護側証人を申請し出廷した。また、こうした交友関係がもとになって、富良野自然塾などの事業の実現につながっている。
麻布中学・高校時代の同級生に銀座山野楽器の息子が居た縁で、山野楽器店にあった当時まだ高価だったテープレコーダーを自由に使う事が出来た。倉本は友人らと共にそのテープレコーダーを使って音声ドラマ（いわゆるラジオドラマと同じもの）を１本仕上げた。本人曰く「これが人生で最初に作ったドラマである」とのことである。
映画監督中島貞夫とは、東大在学中、ギリシア悲劇研究会にともに所属しており、中島の『くノ一忍法』（1964年）、『旗本やくざ』（1966年）など、初期監督作品の脚本を手がけている。
自身の母の晩年と死をモデルにしたドラマ『りんりんと』への出演がきっかけで、晩年の田中絹代と深い交流を持ち、この交流が『前略おふくろ様』のヒットにつながる。田中の死の直後に彼女が演じる「おふくろ様」の死を描いた『前略おふくろ様』の最終回が放映されて話題となった。
『前略おふくろ様』で主演を務めた萩原健一との出会いについて「目のさめる想いがした。そしてその想いは次第に僕の中で『勝海舟』の岡田以蔵に転化していく。彼と初めて出逢ったことが、僕の中の狂気を安心させ、そうして遂に平和温厚なNHKと衝突してしまう」と語っている。
札幌在住当時に手がけたドラマ『幻の町』に特別出演した北島三郎に頼み込んで、一時期付き人となり巡業に同行した。これはロケ地の小樽で地元民が北島に熱狂する姿を見て「この人気は何なんだ」と関心を持ったことがきっかけだった。巡業中、北島が観衆のどんなリクエストも歌うというコーナーで両者がお互いに遠慮も何もなくやり取りする模様に、自分が今まで庶民ではなく「上から目線」で批評家や業界などに気に入られるような作品を書こうとしていたのではないかという思いに駆られ、「俺は変わろう」と思った気がすると記している。
野沢尚、三谷幸喜と3人で仕事をした際（川、いつか海へ 6つの愛の物語）、企画会議中真剣に討論している倉本と野沢を、三谷が発言せず感心しながら聞いていたところ（三谷はこのような討論をしたことがなかったため）、倉本は三谷に向って「もっと主張しなさい、君は卑怯だ」と言ったことがある。

## 作品の特徴
語尾を濁すような独自の口調で語られるモノローグ（ナレーション）を多用した脚本で著名（ただし、『前略おふくろ様』で初めて取り入れた手法であり、それ以前には用いていなかった）。
また、映像や音楽（BGM）まで想定した脚本を書くため、しばしば演出家や映画監督に脚本の改変を禁止することもある。もっとも、倉本自身は台本よりもよい表現方法をしてくれたときには「そっちの方がいい！そのように変えてください」と諸手を挙げて賛成するとしており、「語尾の一字一句も直すと怒ると変な噂を立てられたのは全く以て心外」と述べている。
『うちのホンカン』、『北の国から』の初期や、映画『ブルークリスマス』では、（未知の知的生命体のものとしての）UFOが登場する描写がある。また、『火の用心』の登場人物の一人が超能力を持つなどの描写がある。『北の国から』にUFOを出したことについて、倉本は移住当時北海道でUFOを目撃したという騒ぎがよくあったことと、科学で割りきれないものやメルヘンやファンタジーを大切にしたいという思いが背景にあったことを述べている。
脚本家の山田太一は、刺激を受けた同業者として向田邦子と田向正健、倉本の名を挙げた。また、倉本作品の魅力のひとつは「間がいい」点だと評している。

## 受賞歴
- 第14回ゴールデンアロー賞放送賞（1976年、『前略おふくろ様』）
- 毎日芸術賞（1976年、『前略おふくろ様』）
- 昭和52年度（第27回）芸術選奨文部大臣賞（1977年、『前略おふくろ様』）
- 第36回毎日映画コンクール脚本賞（1982年、『駅 STATION』）
- 山本有三記念路傍の石文学賞（1982年、『北の国から』小説版）
- 第5回日本アカデミー賞最優秀脚本賞（1982年）
- 山路ふみ子文化財団特別賞（1986年）
- 第36回小学館文学賞（1987年、『北の国から '87初恋』小説版）
- 紫綬褒章（2000年）
- 第21回向田邦子賞（2002年、『北の国から 2002遺言』）
- 第56回北海道新聞文化賞特別賞（2002年）[50]
- 東京ドラマアウォード2009 脚本賞（2009年、『風のガーデン』）[51]
- 旭日小綬章（2010年）[52]
- 東京ドラマアウォード2017 脚本賞（2017年、『やすらぎの郷』）[53]
- 第55回ギャラクシー賞 放送批評懇談会55周年紀念賞（2018年）[54]
- 第48回日本アカデミー賞 会長功労賞（2025年）[55]

## 主な作品

### テレビドラマ
- 『パパ起きて頂だい』（1959年、日本テレビ系）
- 『教授と次男坊』（1961年、日本テレビ系）
- 『現代っ子』（1963年、日本テレビ系）
- 『0戦はやと』（アニメ、1964年、フジテレビ系）※主題歌の作詞も担当。
- 『チコといっしょに』（1965年、日本テレビ系）※演出：矢追純一
- 『勝海舟』（1965年、毎日放送制作・NET系）
- 『青春とはなんだ』（1965年、日本テレビ系）
- 『千姫』（1966年、毎日放送制作・NET系）
- 『これが青春だ』（1966年、日本テレビ系）
- 『文五捕物絵図』（1967年、NHK）
- 『太陽野郎』（1967年、日本テレビ系）
- 『颱風とざくろ』（1969年、日本テレビ系）※演出：藤田繁矢（藤田敏八）
- 『わが青春のとき』（1970年、日本テレビ系）
- 『君は海を見たか』（1970年、日本テレビ系）
- 『砂の城』（1970年、NHK）
- 『2丁目3番地』（1971年、日本テレビ系）
- 東芝日曜劇場（TBS系）
  - 第772回『おりょう』（1971年、中部日本放送）※昭和47年日本民間放送連盟賞 番組部門（テレビ娯楽） 最優秀賞
  - 第790回『風船のあがる時』（1972年、北海道放送）※昭和47年日本民間放送連盟賞 番組部門（テレビ娯楽） 優秀賞
  - 第802回『平戸にて』（1972年、RKB毎日放送）
  - 第828回『父（とん）ちゃん』（1972年）
  - 第829回『田園交響楽』（1972年、北海道放送）
  - 第848回『祇園花見小路』（1973年、中部日本放送）※昭和48年日本民間放送連盟賞 番組部門（テレビ娯楽） 最優秀賞
  - 第877回『ばんえい』（1973年、北海道放送）
  - 第888回『聖夜』（1973年、北海道放送）
  - 第926回『りんりんと』（1974年、北海道放送）
  - 第947回『ああ!新世界』（1975年、北海道放送）
  - 『うちのホンカン』シリーズ（1975年 - 1981年、北海道放送）
  - 第1000回『幻の町』（1976年、北海道放送）
  - 第1040回『ひとり』（1976年、北海道放送）
  - 第1092回『時計』（1977年、北海道放送）
  - 第1131回『スパイスの秋』（1978年、北海道放送）
  - 第1183回・第1184回『遠い絵本』（1979年、北海道放送）
  - 第1460回『遅れてきたサンタ』（1984年、北海道放送）
- 『挽歌』（1971年、NHK）
- 『赤ひげ』（1972年、NHK）
- 『ぜんまい仕掛けの柱時計』（1972年、NHK）※昭和47年度（第27回）文化庁芸術祭賞 テレビ部門（ドラマの部） 優秀賞
- 火曜日の女『ガラス細工の家』（1973年、日本テレビ系）
- 『白い影』（1973年、TBS系）
- 『ぶらり信兵衛 道場破り』（1973年、フジテレビ系）
- 大河ドラマ『勝海舟』（1974年、NHK）
- 『6羽のかもめ』（1974年 - 1975年、フジテレビ系）※石川俊子名義。『勝海舟』でのNHKとの確執から、別人名義とした。
- 『あなただけ今晩は』（1975年、フジテレビ系）
- 『前略おふくろ様』（1975年 - 1976年、日本テレビ系）
- 『大都会 闘いの日々』（1976年、日本テレビ系）
- 『あにき』（1977年、TBS系）
- 『七人の刑事』第23話（1978年、TBS系）
- 『坂部ぎんさんを探して下さい』（1978年、読売テレビ制作・日本テレビ系）
- 『浮浪雲』（1978年、テレビ朝日系）
- 『年の始めの』（1979年、NHK大阪制作）[56]
- 『たとえば、愛』（1979年、TBS系）
- 『祭が終ったとき』（1979年、テレビ朝日系）
- 『さよならお竜さん』（1980年、毎日放送制作・TBS系）
- 24時間テレビ スペシャルドラマ『機の音』（1980年、日本テレビ系）
- 『北の国から』（1981年 - 2002年、フジテレビ系）
- 『ガラスの知恵の輪』（1982年、毎日放送制作・TBS系）
- 『君は海を見たか』（1982年、フジテレビ系）※1970年放映（日本テレビ系）のリメイク作品
- 『波の盆』（1983年、日本テレビ系）※演出：実相寺昭雄
- 『昨日、悲別で』（1984年、日本テレビ系）
- 『ライスカレー』（1986年、フジテレビ系）
- 火曜サスペンス劇場『窓』（1987年、日本テレビ系）
- 『秋のシナリオ』（1987年、日本テレビ系）
- 『昭和大つごもり』（1987年、フジテレビ系）※『立体ドラマ5時間 1987年の大晦日』の一編
- 『ゴリラ・警視庁捜査第8班』第36話 - 第38話（1989年、テレビ朝日系）※脚本監修
- 『親父の一番長い日』（1989年、TBS系）
- 『失われた時の流れを』（1990年3月23日、フジテレビ系）
- 『火の用心』（1990年、日本テレビ系）
- シリーズ街『川は泣いている』（1990年、テレビ朝日系）
- 火曜サスペンス劇場『ガラス細工の家』（1991年、日本テレビ系）
- 『町』（1997年、フジテレビ系）
- 『もう呼ぶな、海!』（1999年、札幌テレビ制作・日本テレビ系）
- 衛星ドラマ劇場『玩具(おもちゃ)の神様』（1999年、NHK-BS2）
- 『川、いつか海へ 6つの愛の物語』第3話・第6話（2003年、NHK）
- 『あゝ離婚式』（2004年、フジテレビ系）
- 『優しい時間』（2005年、フジテレビ系）
- 『祇園囃子』（2005年、テレビ朝日系）
- 『拝啓、父上様』（2007年、フジテレビ系）
- 『風のガーデン』（2008年、フジテレビ系）
- 『歸國』（2010年、TBS系）※演劇作品のドラマ化
- 『學』（2012年、WOWOW）
- 『おやじの背中』第3話（2014年、TBS系）
- 『帯ドラマ劇場・やすらぎの郷』（2017年、テレビ朝日系）[57]
- 『帯ドラマ劇場・やすらぎの刻〜道』（2019年 - 2020年、テレビ朝日系）

### 映画
- 『現代っ子』（1963年、脚本）※弘田功治と共同
- 『月曜日のユカ』（1964年、日活）※斎藤耕一と共同
- 『くノ一忍法』（1964年、脚本）
- 『くノ一化粧』（1964年、脚本）
- 『北国の街』（1965年、日活）
- 『旗本やくざ』（1966年、東映）※中島貞夫と共同
- 『帰ってきた狼』（1966年、日活）※明日貢と共同
- 『涙になりたい』（1966年、日活）※石森史郎と共同
- 『涙くんさようなら』（1966年、日活）※明日貢と共同
- 『私、違っているかしら』（1966年、日活）※長広明と共同
- 『遥かなる慕情 星のフラメンコ』（1966年、日活）
- 『おゆきさん』（1966年、日活）
- 『北国の旅情』（1967年、日活）※山田信夫と共同
- 『陽のあたる坂道』（1967年、日活）※池田一朗と共同
- 『君が青春のとき』（1967年、日活）※山田信夫・加藤隆之助と共同
- 『ザ・スパイダースのゴーゴー・向う見ず作戦』（1967年、日活）※才賀明と共同
- 『ザ・スパイダースの大進撃』（1967年、日活）※伊奈洸と共同
- 『昭和元禄 TOKYO196X年』（1968年、脚本）
- 『青春の鐘』（1969年、日活）
- 『君は海を見たか』（1971年、大映、原作・脚本）※天知茂主演の映画版
- 『冬の華』（1978年、東映）
- 『ブルークリスマス』（1978年、東宝）
- 『駅 STATION』（1981年、東宝）
- 『時計 Adieu l'Hiver』（1986年、監督・脚本）
- 『海へ 〜See you〜』（1988年、脚本）
- 『海の沈黙』（2024年、原作・脚本）[58]

### 舞台
- 『谷は眠っていた』（初演：1988年）
- 『今日、悲別で』（初演：1990年）
- 『ニングル』（初演：1993年）
- 『走る』（初演：1997年）
- 『屋根』（初演：2001年）
- 『オンディーヌを求めて』（初演：2001年）
- 『地球、光りなさい!』（初演：2002年）
- 『歸國』（初演：2009年）[18]

### テレビドキュメンタリー
- 『三井住友フィナンシャルグループ presents 森のラブレターII』（2010年、TBS系）

## 著書
- 『あなただけ今晩は 星の世界の夕子』（立風書房、1975年）
- 『倉本聡テレビドラマ集』1・2（ぶっくまん、1976年-1977年）
- 『あにき』（冬樹社、1977年）
- 『ブルークリスマス : 倉本聡オリジナルシナリオ』青也書房、1978年11月10日。
- 『北の国から』前・後編（理論社、1981年）
- 『君は海を見たか』（理論社、1982年）
- 『わが青春のとき』（理論社、1982年）
- 『倉本聡コレクション』理論社

1-4　前略おふくろ様（1983年）
5、6羽のかもめ （1983年）
6、ガラス細工の家（1983年）
7、さよならお竜さん（1983年）
8、幻の町（1983年）
9-10、文五捕物絵図（1983年）
11、2丁目3番地（1983年）
12-13、浮浪雲 1-2（1983年）
14-15、赤ひげ 1-2（1984年）
16、坂部ぎんさんを探して下さい（1984年）
17、たとえば、愛（1984年）
18、あなただけ今晩は scénario 1975 1984
19、大都会（1984年）
20、あにき : Scénario1977 1984
21、駅station（1984年）
22、冬の華（1984年）
23、うちのホンカン（1984年）
24、わが青春のとき :scénario1970 1985.
25、波の盆・ガラスの知恵の輪（1985年）
26、ひかりの中の海（1985年）
27－28、祭が終ったとき 1-2（1985年）
29、君は海を見たか : scénario1982 1985
30、昨日、悲別で : scénario1984 1985
- 『北の国から 1983冬』（理論社、1983年）
- 『昨日、悲別で』（理論社、1984年）
- 『北の国から 1984夏』（理論社、1984年）
- 『ニングル』（理論社、1985年、新版2023年）
- 『ライスカレー』（理論社、1986年）
- 『時計 アデュー・リベール』（理論社、1986年）
- 『北の国から 1987初恋』（理論社、1987年）
- 『谷は眠っていた 富良野塾の記録』（理論社、1988年）
- 『海へ See you』（理論社、1988年）
- 『北の国から 1989帰郷』（理論社、1989年）
- 『失われた時の流れを　scenario1990』（理論社、1990年）
- 『北の国から 1981-'89』（理論社、1990年）
- 『火の用心　scenario1990』（理論社、1990年）
- 『北の国から 1992巣立ち』（理論社、1992年）
- 『北の国から 1995秘密』（理論社、1995年）
- 『北の国から 1998時代』（理論社、1998年）
- 『玩具の神様　scenario1999』（理論社、2000年）
- 『ニングルの森 - 悠久なるものへ』（集英社、2002年）童話、黒田征太郎画
- 『北の国から 2002遺言』（理論社、2002年）
- 『優しい時間　scenario2005』（理論社、2005年）
- 『拝啓、父上様　scenario2006』（理論社、2006年）
- 『風のガーデン　scenario2008』（理論社、2008年）
- 『風のガーデン貞三先生の花言葉365篇』(エフジー武蔵、2008年)
- 『歸國』(日本経済新聞出版社、2010年)
- 『獨白 2011年3月-『北の国から』ノーツ』（フラノ・クリエイティブ・シンジケート、2011年）
- 『倉本聰戯曲全集』全6巻（新日本出版社、2017-2018）
- 『やすらぎの郷』全3巻、双葉社、2017
- 『「北の国から」異聞　黑板五郎独占インタビュー!』講談社、2018
- 『やすらぎの刻(とき)～道～』全5巻、双葉社、2019-2020
- 『北の国から』3巻組、理論社、2021。集大成

作品以外
- 『さらば、テレビジョン』（冬樹社、1978年、理論社、1991年）、第一エッセイ集
- 『新テレビ事情』（文藝春秋、1980年）
- 『北の人名録』（新潮社、1982年）、新潮文庫、2009年
- 『新・新テレビ事情』（文藝春秋、1983年）
- 『いつも音楽があった』（文藝春秋、1984年）
- 『冬眠の森 北の人名録PART2』（新潮社、1987年）
- 『左岸より 一九八〇年代のエッセイ集』（理論社、1991年）
- 『ゴールの情景 富良野風話』（理論社、1998年）
- 『富良野風話』（理論社、2000年）
- 『富良野塾序章』（エフジー武蔵、2003年）
- 『愚者の旅　わがドラマ放浪』（理論社、2002年）
- 『この国のアルバム 富良野風話』（理論社、2003年）
- 『北の動物園』扶桑社、2004年、扶桑社文庫、2010年
- 『失われた森厳 富良野風話』（理論社、2006年）
- 『疚しき沈黙 富良野風話』(理論社、2009年)
- 『ヒトに問う』双葉社、2013
- 『日本人として 富良野風話』財界研究所、2015
- 『昭和からの遺言』双葉社、2015
- 『見る前に跳んだ　私の履歴書』日本経済新聞出版社、2016
- 『昭和からの遺言 2 足裏の記憶』双葉社、2019
- 『テレビの国から』産経新聞出版、2019
- 『破れ星、流れた』幻冬舎、2022
- 『破れ星、燃えた』幻冬舎、2023

共著
- 『倉本聰研究』北海学園「北海道から」編集室編、理論社、1992年
- 『倉本聰の世界 「北の国から」の作家　別冊 山と渓谷』山と渓谷社、1993年
- 『上流の思想・下流の思想 対談紀行』理論社、1994年
- 『森繁久彌 86才芸談義』聞き手、小学館文庫、1999年
- 『愚者の質問 対談集』林原博光（「富良野自然塾」副塾長）と聞き手、日本経済新聞出版社、2010年
- 『黒板五郎の流儀　「北の国から」エコロジカルライフ』エフジー武蔵、2012年
- 『倉本聰の姿勢』エフジー武蔵、2012年
- 『倉本聰ドラマ人生 聞き書き』北海道新聞社、2013
- 『愚者が訊く 対談集』林原博光と聞き手、双葉社、2014。双葉文庫、2018
- 『みんな子どもだった 倉本聰対談集』BS-TBS『みんな子どもだった』制作班 著。エフジー武蔵、2014
- 『愚者が訊く その2 対談集』林原博光と聞き手、双葉社、2018
- 『ドラマへの遺言』碓井広義共著、新潮新書、2019
- 『倉本聰の言葉　ドラマの中の名言』碓井広義編、新潮新書、2020
- 『『北の国から』黒板五郎の言葉』碓井広義編、幻冬舎、2021
- 『脚本力』聞き手碓井広義、幻冬舎新書、2022

## 出演

### テレビ
- いのちの響（TBSテレビ系）
- NHK特集「倉本聰の森と老人〜北海道・富良野〜」（1985年6月9日、NHK）- 朗読・語り[59]
- 三井住友フィナンシャルグループPresents「風がはこんできたもの〜音楽の原風景〜」（TBSテレビ系、2011年1月31日〜2月3日）
- 『北の国から』放映30周年記念特別番組 今、五郎の生き方〜2011夏 倉本聰〜（BSフジ、2011年8月20日）
- 三井住友銀行 Presents みんな子どもだった（BS-TBS、2012年4月 - 2015年3月） - ホスト[60]
- イブアイしずおか（静岡放送、2016年11月17日）
- 倉本聰、富良野にて〜創〜（NHK-BS、2024年6月16日）[61]
- 人生最高レストラン（2024年12月14日・21日〈予定[62]〉、TBSテレビ系） - ゲスト[63]

### ラジオ
- 倉本聰・富良野からの風を（ニッポン放送）
- 倉本聰・「ニッポン人生録」（TBSラジオ）

## 演じた俳優
- NHK BSプレミアム『裕次郎は死なない～心に刻まれた5つの物語～』（2017年6月17日放送）での配役
  - 富岡晃一郎

## 社会的活動
- 公益財団法人日本尊厳死協会顧問。